# Koorküla Valgjärv
Koorküla Valgjärv eller Valgjärv är en sjö i södra Estland. Den ligger i kommunen Hummuli vald i Valgamaa, 180 km söder om huvudstaden Tallinn. Koorküla Valgjärv ligger 71 meter över havet. Arean är 0,44 kvadratkilometer. Den sträcker sig 1,3 kilometer i nord-sydlig riktning, och 0,6 kilometer i öst-västlig riktning.
Inlandsklimat råder i trakten. Årsmedeltemperaturen i trakten är 3 °C. Den varmaste månaden är juli, då medeltemperaturen är 17 °C, och den kallaste är februari, med −10 °C.